# Быта
Быта (болг. Бъта) — село в Болгарии. Находится в Пазарджикской области, входит в общину Панагюриште. Население составляет 1182 человека.

## Политическая ситуация
В местном кметстве Быта, в состав которого входит Быта, должность кмета (старосты) исполняет Георги Александров Александров (независимый) по результатам выборов.
Кмет (мэр) общины Панагюриште — Георги Илиев Гергинеков (коалиция в составе 2 партий: Болгарская социалистическая партия (БСП), Объединённый блок труда (ОБТ)) по результатам выборов.

## Археология
Глиняная табличка из города Быта, покрытая гравировкой, которая, по мнению археологов, является протописьменностью, датируется возрастом около 5000 лет до нашей эры.